# ZAZY
ZAZY（ザズィー、本名および旧芸名：赤井 俊之〈あかい としゆき〉、1988年〈昭和63年〉6月27日 - ）は、日本のお笑い芸人。吉本興業所属。『歌ネタ王決定戦2021 FINAL』王者、2021年・2022年『R-1グランプリ』準優勝。

## 経歴
- 大阪府泉南市出身。泉南市立西信達小学校、智辯学園和歌山中学校、智辯学園和歌山高等学校卒業[4]。一年の浪人を経て東京理科大学経営学部へ進学したものの2か月ほどで通学しなくなり、一年ほど自宅に引きこもってお笑いのDVDを見続ける生活をして中退[5]。NSC大阪校33期生（2010年入学）。
- 1999年5月2日、京都・西本願寺にて帰敬式（おかみそり）を受け、釋宣正（しゃく せんしょう）の法名を賜る。
- 2013年から「ZAZY」という芸名で活動[6]。
- 2014年6月から8月の時期に同期の楠見大輔（元絶対アイシテルズ）とのコンビ「アーツ」として活動[7][8]。この他にもコンビの解散を4〜5回繰り返すうちに、コンビが続かないのは相性ではなく自分自身に問題があることに気づいたということで、以後はピン芸人として活動していくことになった[9]。
- 2017年4月に上京[6]。
- 2020年5月29日、『M-1グランプリ2020』に出場するためにトニーフランクとのユニット「スプリングシュリンプ」を結成。準々決勝まで進出した[10]。
- 2021年、この年からリニューアルを果たした『R-1グランプリ2021』で初の決勝進出[11]。1stステージでは最高得点を記録し大きなインパクトを残したが、決勝ではフリップを仮止めするクリップが付いたままの状態でネタが始まり、大オチの「なんそれ！」も「そ」のフリップだけが抜けて「なん　れ！」となるなどハプニングが続出。その結果、ゆりやんレトリィバァに敗れて準優勝に終わる。放送後、Twitterにて「クリップめ！そめ！！」と悔しさをにじませた[12]。
- 歌ネタ王決定戦2021ではモニターに映し出したフリップに声を当てていく「デジタル紙芝居」のネタで優勝した[3]。
- 2022年、『R-1グランプリ』で2年連続の決勝進出を果たす。昨年と同様に1位通過でファイナルステージに進出したが、お見送り芸人しんいちとの接戦の末に惜敗し、2年連続の準優勝に終わった。2021年大会から出場資格（芸歴10年以内）にルールが改定されたことにより、ZAZY、しんいち共に本大会がラストチャンスだった。それ以降はしんいちとセットでのバラエティ番組への出演が増加した[13]。
- 2022年4月3日放送の『さんまのお笑い向上委員会』（フジテレビ）で、ZAZYはしんいちからユニットを組んでM-1グランプリに出てほしいという申し入れを許諾し、「ストレス」として出場した。結果は3回戦進出。2023年、2024年も出場し、ともに3回戦進出[14]。

## 人物
- ZAZYという芸名の由来は「ずっと、あなたと、ずっと、吉本」の略である。[15]。
- 2023年5月7日放送の『世界を笑わせろ！グローバルコメディアン』にて、審査員のチョン・ヨンジュンから大絶賛。その理由が「ふざけた格好してふざけた名前の芸人が入ってきたと思った」とのこと。「韓国語でzazyってどういう意味か知っていますか」といわれ、「はい、男の子のアレですよね」と、韓国語でzazyは男性器[16]であることを知った上でこの芸名にしていると発言。
- 2024年4月4日放送の『日本怪奇ルポルタージュ』にて、実父は高校受験専門の学習塾「赤井塾」を個人経営しており、スパルタで体罰などが当たり前であったが、生徒は不良が多かったため、周囲からも更生目的として認知されていた。しかし、刃物を突き付けるなど矛先はZAZYや弟にも向いた。テストの点数が良いと機嫌が良くなりTVゲーム機を買ってもらったりしたが、点が下がるとゲーム機を破壊され、これまでに6台近く買ってもらっては壊されたと言う。虐待に近い状態のピークは中2から高校進学前あたり（高校の学習範囲は父の管轄外だったため）。地元で有名な神童だったが高校で挫折して大学へ進学せず、社会経験がない状態でいきなり塾を開業した父の行動は、自身の学歴コンプレックスが原因だったのではないかとZAZYは語っている。
- 高校時代に登校拒否になり、父の目を逃れて真っ暗な納屋に一日中こもる生活を2ｰ3か月続けた結果、今につながる芸人の素質（客観視する視点）が養われたのではないかとZAZYは考察している。ZAZYにはこの時期の記憶がまったくない。
- 芸人になろうと考え出したのは大学生の時。将来のことを考えた時に、定年まで収入や有給休暇の面などで安定した仕事は面白くなさそうに思い、むしろ安定が怖くなって、逆に不安定を求めて芸人の道へ行こうと思ったという[9]。
- ロングの金髪にピンクのホットパンツと厚底ブーツという奇抜な格好が主な舞台衣装で、アヴリル・ラヴィーンを意識しているとのこと[15]。デビュー当時は黒の短髪にスーツ姿という衣装だったが、改名を機に「見た目をもっとZAZYっぽくしたい」として脳内のZAZYのイメージに近づけていき派手な格好となった[15]。素の自分を忘れるため、私生活でも派手な服で過ごしている[17]。なお、衣装のホットパンツはGUで購入している。
- ZAZYがスタジオゲストだった2022年8月18日放送の『ラヴィット!』（TBSテレビ）はレゴランドの特集だったため、録画を確認したイギリスの運営親会社・マーリン・エンターテイメンツの重役から「なんだ、このピンクの女性は?」という質問が出たという[18]。
- NSC在学中は「レッドイースタン」というコンビを組んでいた[19]が、相方に失踪された。なおコンビ名の由来は赤井のレッドと相方東野のイーストから。
- 昔、粗品（霜降り明星）とコンビを組む話があったが、「何度かネタ合わせをしてやめることになった」という[20]。
- 檜原洋平（ママタルト）ら芸人仲間3人とルームシェアをしている[17]。
- ナダル（コロコロチキチキペッパーズ）は、ラジオ番組『ナイツ・ザ・ラジオショー』（ニッポン放送）の中でZAZYの人間性に関して「あんまガチで言いたないんですけど、人のイヤなことをめっちゃ言ってくるんで。もう、単純に嫌いですね」「僕も嫌いですけど、同期の芸人ほぼ全員嫌いやと思います」と発言し、大阪時代からZAZYと交流のあった相方の西野創人（コロコロチキチキペッパーズ）はZAZYの性格の悪さを認めつつも「全員ではない」とフォローを入れた[21]。
- また、『櫻井・有吉THE夜会』（TBSテレビ）に、イワクラ（蛙亭）が出演した際にも「本当に性格が悪い」と“芸人ワースト1位”にZAZYを選出した[22]。
- 上記の"ヒールキャラ"についてZAZY本人は「仲悪い方が見ていて面白い」という理由で演じている「ビジネス悪いやつ」と主張している。しかし、実際に同世代の芸人に対して辛口で接したところ「みんないいヤツだから、僕だけ極悪人みたいになっちゃった」とのことで、本人も「（ヒールキャラを）やめたい」と本音を明かしている[23][24]。
- 大学生時代は、鍋料理好きが高じたことから「鍋研究会」を立ち上げた。なおこの会は、ZAZYが退学してすぐ解散した[5]。
- 特技は、ボウリング、アントニオ猪木のモノマネ、楽器（笛）[1]。
- 趣味は、料理、ファッション、自作漫画、映画[1]。

## 芸風
- 代表作である「きぬえおばあちゃんにパンパンパン」[25]を始め、リズムを効かせたシュールなフリップ芸を得意とする。
- つかみとして、前述の奇抜な格好について「ただ今、ZAZYに見慣れていただく時間です」「要素多いでしょ〜」などと言って笑いをとることが多い[15]。またオチは「なんそれ！」というフレーズで落とすことが基本（フリップに大きく書かれている）。
- 『ぐるぐるナインティナイン』（日本テレビ）の新春名物企画、「おもしろ荘」に出演し、上記の代表ネタ「きぬえにパンパン」を披露した際、綾小路翔（気志團）などが続けてTwitterで「ZAZYが印象に残った」とつぶやく中、松任谷由実は、ZAZYのTwitterにダイレクトメールで自身のラジオへの出演を依頼し[26]、出演するなり会うなり話は進み、松任谷由実のコンサートにシークレットゲストとしての出演をすることになる[6][27]。その後打ち上げにてネタの作り方を説明すると「春よ、来い」を書いたときと同じだと言われたという[28]。そしてユーミン本人から「このままずっと続けていれば、世間が追いついて来るから大丈夫」と言われたのを真に受けたことが上京するきっかけになったとのこと[9]。この他にも松任谷とは一緒に飲みに行ったこともある[6]。またピアニストのジョヴァンニ・アレヴィにも気に入られている[29]。

## 単独ライブ
2013年
- 9月20日 - 「ZAZYの30分」（5upよしもと/大阪）

2014年
- 3月23日 - 「ZAZY FESTIVAL」（5upよしもと/大阪）

2015年
- 4月26日 - 「ZAZY POCKET'S」（道頓堀ZAZA POCKET'S/大阪）
- 7月7日 - 「ZAZY HOUSE」（道頓堀ZAZA HOUSE/大阪）
- 10月19日 - 「ZAZY HOUSE〜リアリティの花」（道頓堀ZAZA HOUSE/大阪）

2016年
- 3月20日 - 「ZAZY劇場〜食彩のエレジー」（朝日劇場/大阪）
- 4月10日 - 「ZAZY劇場〜ZAZY OMNIBUS」（神保町花月/東京）
- 7月24日 - 「用意のミモザ」、「咄嗟のバイオレット」（道頓堀ZAZA POCKET'S/大阪）

2017年
- 1月8日 - 「迎春のザナドゥ」（道頓堀ZAZA POCKET'S/大阪）
- 2月18日 - 「ぶどうのタルト」（よしもと漫才劇場/大阪）
- 7月16日 - 「音響さんのジャメヴ」（ヨシモト∞ホール/東京）
- 8月11日 - 「音響さんのジャメヴ」（道頓堀ZAZA HOUSE/大阪）

2020年
- 8月1日 - 「ZAZY for ALL」（YouTube生配信）

2021年
- 8月10日 - ZAZY LIVE GOLD「TOTETSUMONAI SHINING EMERALDER」（ヨシモト∞ホール/東京）

## 賞レースでの戦歴・受賞歴

### R-1ぐらんぷり / R-1グランプリ
| 年度             | 結果         | 会場                              | 日時          | 備考                  |
| ---------------- | ------------ | --------------------------------- | ------------- | --------------------- |
| 2012年（第10回） | 3回戦進出    | なんばグランド花月                | 2013年2月21日 |                       |
| 2013年（第11回） | 3回戦進出    | 5upよしもと                       | 2013年1月19日 |                       |
| 2014年（第12回） | 3回戦進出    | 5upよしもと                       | 2013年2月11日 |                       |
| 2015年（第13回） | 3回戦進出    | よしもと祇園花月                  | 2015年1月22日 |                       |
| 2016年（第14回） | 準決勝進出   | なんばグランド花月                | 2016年2月25日 |                       |
| 2017年（第15回） | 準決勝進出   | メルパルクホール                  | 2017年2月20日 | シードにより1回戦免除 |
| 2018年（第16回） | 準決勝進出   | 日本消防会館（ニッショーホール）  | 2018年2月12日 | シードにより1回戦免除 |
| 2019年（第17回） | 準々決勝進出 | ルミネtheよしもと                 | 2019年2月4日  | シードにより1回戦免除 |
| 2020年（第18回） | 準決勝進出   | なんばグランド花月                | 2020年2月18日 | シードにより1回戦免除 |
| 2021年（第19回） | 決勝2位      | COOL JAPAN PARK OSAKA（WWホール） | 2021年3月7日  | シードにより1回戦免除 |
| 2022年（第20回） | 決勝2位      | フジテレビ内スタジオ              | 2022年3月6日  | シードにより1回戦免除 |
| 2025年（第23回） | 準決勝進出   | NEW PIER HALL                     | 2025年2月2日  | シードにより1回戦免除 |

### その他
- 歌ネタ王決定戦2013、‘15、’16 準決勝進出[1]
- 笑い飯の金曜お楽しみアワー5週勝ち抜き
- ダウンタウンのガキの使いやあらへんで!! 山-1グランプリ2016 優勝
- 第47回NHK上方漫才コンテスト（2017年） 決勝進出 [1]
- 歌ネタ王決定戦2021 優勝[3]
- Japan's Got Talent シーズン1 準決勝進出

## 出演
- 笑い飯・千鳥の舌舌舌舌（サンテレビ）
- 笑い飯の金曜おたのしみアワー（MBSラジオ）
- オールザッツ漫才2012・2013・2015（毎日放送、20212年・2013年・2015年）
- ぐるぐるナインティナイン 大晦日恒例!おもしろ荘 若手にチャンスと愛を…誰か売れて頂戴SP（日本テレビ、2016年1月1日）
- ダウンタウンのガキの使いやあらへんで!!（日本テレビ、2016年1月31日）
- おはスタ（テレビ東京、2016年2月29日）
- 鉄オタ選手権
  - 〜南海電鉄の陣〜（NHK総合テレビ［関西地区］、2016年9月22日）
  - 〜阪神電車の陣〜（NHK総合テレビ［関西地区］、2018年5月11日） - 偽物のメーテル
- 冗談手帖（BSフジ、2017年11月22日）
- 内村てらす（日本テレビ、2018年1月26日・2月2日）
- 雨上がり決死隊のトーク番組アメトーーク!（テレビ朝日、2018年4月26日）‐ 企画プレゼン大会に出演
- 探偵!ナイトスクープ（ABCテレビ、2020年10月23日）- 「フリップ芸人になりたい少年」という依頼内容で、依頼者の息子が憧れている芸人として挙げられた。
- 千鳥のクセがスゴいネタGP（フジテレビ、2021年1月21日、2022年6月2日）
- 相席食堂（ABCテレビ、2021年5月18日）
- 笑神様は突然に…（日本テレビ系列、2021年5月23日）
- 爆笑問題&霜降り明星のシンパイ賞!!（テレビ朝日、2021年6月6日）
- ザ・ベストワン（TBS系列、2021年11月12日）
- IPPONグランプリ（フジテレビ、2021年12月4日） - スーパーサブとして出演
- 千原ジュニアの座王（関西テレビ、2021年12月10日）
- 突然ですが占ってもいいですか？（2022年4月、フジテレビ）[43]
- 水曜日のダウンタウン（TBS系列、2022年5月25日、7月27日）
- イタズラジャーニー（フジテレビ、2022年6月4日）
- ラヴィット!（TBSテレビ、不定期出演）

## 出囃子
- チム・チム・チェリー（映画『メリー・ポピンズ』より）